# پروتکل کلاینت به احراز هویت کننده

پروتکل کلاینت به احراز هویت کننده (CTAP) یا X.1278، (به انگلیسی: Client to Authenticator Protocol) امکان تعامل بین یک احراز هویت‌کننده (Authenticator) قابل جابجایی و تحت کنترل کاربر (مانند گوشی هوشمند یا کلید امنیتی سخت‌افزاری) و یک پلتفرم مشتری مانند لپ‌تاپ را فراهم می‌کند.

### استاندارد
CTAP مکمل استاندارد احراز هویت وب (WebAuthn) (به انگلیسی: Web Authentication) است که توسط کنسرسیوم وب جهانی (W3C) منتشر شده است. WebAuthn و CTAP، خروجی‌های اصلی پروژه FIDO2 هستند که تلاشی مشترک بین اتحادیه فایدو (FIDO Alliance) و W3C است.
پروتکل CTAP بر اساس کارهای قبلی اتحادیه فایدو، به‌ویژه استاندارد احراز هویت Universal 2nd Factor (U2F) بنا شده است. به‌طور خاص، استاندارد پیشنهادی FIDO U2F 1.2 (11 ژوئیه ۲۰۱۷) نقطهٔ شروع برای استاندارد پیشنهادی CTAP بود و آخرین نسخه آن که ۲٫۰ نام دارد در ۳۰ ژانویه ۲۰۱۹ منتشر شد. نسخهٔ جدیدتر ۲٫۲ هم‌اکنون به‌عنوان “Review Draft Specification” منتشر شده است.
مشخصات CTAP به دو نسخه از پروتکل‌ها اشاره دارد: پروتکل CTAP1/U2F و پروتکل CTAP2. یک احراز هویت‌کننده که پروتکل CTAP2 را پیاده‌سازی می‌کند، به‌عنوان یک احراز هویت‌کننده FIDO2 شناخته می‌شود (که به‌عنوان WebAuthn authenticator نیز شناخته می‌شود). اگر همان احراز هویت‌کننده همچنین CTAP1/U2F را نیز پیاده‌سازی کند، با U2F سازگاری معکوس دارد.
پروتکل از فرمت سریال‌سازی داده‌های باینری CBORاستفاده می‌کند. این استاندارد به‌عنوان توصیه‌نامه ITU-T X.1278 پذیرفته شده است.